# Israëlieten

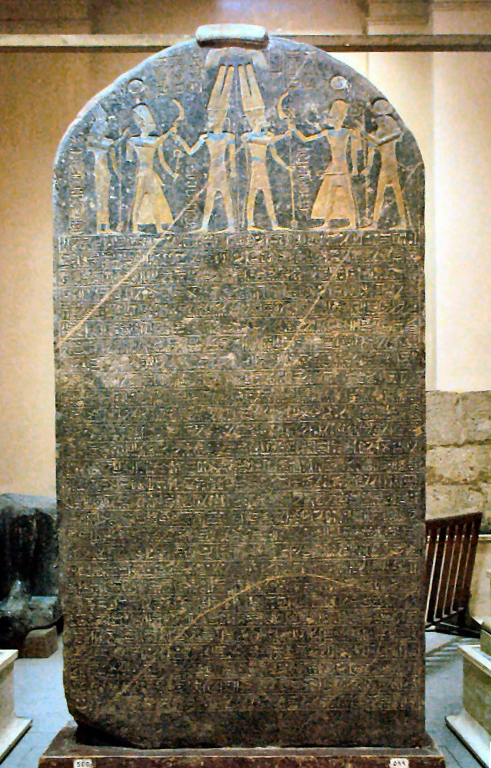
De Stele van Merneptah. Hoewel er alternatieve vertalingen zijn, vertalen de meeste Bijbelwetenschappers een set hiërogliefen met "Israël", waarmee dit de oudste vermelding van de naam Israël is.

De Israëlieten (van het Griekse Ισραηλίτες, een vertaling van het Hebreeuwse: בני ישראל, b'nei yisra'el, "zonen van Israël" of "kinderen van Israël", Arabisch: بنو إسرائيل Bani Isra'il) vormden in de ijzertijd een confederatie van Semitisch-sprekende stammen in het Nabije Oosten, die gedurende de stammen- en koningsperiodes een deel van Kanaän bevolkten. De oude Israëlieten worden beschouwd als nakomelingen van de oorspronkelijke Kanaänitische bevolking die lange tijd woonden in de zuidelijke Levant, Syrië, het oude Israël en de Transjordaanse regio.
In de Hebreeuwse Bijbel worden traditioneel de nakomelingen van aartsvader Jakob (die volgens de Hebreeuwse Bijbel de naam Israël kreeg - Genesis 25:26) als Israëlieten, Hebreeën of Twaalf stammen van Israël aangeduid. In het vervolg van de verhalen wordt hij afwisselend als Jakob of Israël aangeduid. De term Israëlieten werd ook de naam voor de inwoners van het latere koninkrijk Israël. Niet te verwarren met de inwoners van het huidige Israël; deze heten Israëliërs, ongeacht etniciteit, afkomst of godsdienst.

## Oudste vermelding
De naam Israël verschijnt voor het eerst ca. 1209 v.Chr., aan het einde van de late bronstijd en het begin van wat archeologen en historici het begin van ijzertijd I noemen, in de (buiten-Bijbelse) inscriptie van de Oud-Egyptische farao Merenptah. De inscriptie betreft een volk, niet een persoon of natie-staat. Een vertaling van betreffende inscriptie luidt:
Kanaän is met ieder kwaad geplunderd,
Asjkelon is afgevoerd,
Gezer is gegrepen,
Jenoam is gemaakt tot wat niet bestaat,
Israël is verwoest en heeft geen zaad,
Khor is weduwe geworden door Egypte.

## Israëlieten in de Hebreeuwse Bijbel
Volgens de traditie in Genesis beloofde JHWH het land van Kanaän aan Abraham en zijn ontelbare nakomelingen (Genesis 11:32 - 12:3). Zijn kleinzoon Jakob en diens zonen werden door hongersnood gedwongen zich in het Oude Egypte te vestigen, in het land Gosen, waar zij uitgroeiden tot een talrijk volk. De farao dwong hen tot slavernij en beval dat pasgeboren jongetjes gedood moesten worden.
In deze periode trad Mozes op. Op Gods bevel leidde hij het volk uit Egypte. Bij de Sinaï beloofde het volk zichzelf alsook zijn nakomelingen aan de dienst van God te wijden en ontving Mozes van God de Tien geboden, en instructies voor de bouw van de Ark van het Verbond en de tabernakel. Hiermee werd de offerdienst van de tabernakel ingesteld. Na 40 jaar trok het volk het land Kanaän binnen onder leiding van Jozua: het Beloofde Land.

### De twaalf stammen van Israël

De grondgebieden van de stammen

Uit de twaalf zonen van Jakob kwamen twaalf stammen voort. Er zijn echter enkele variaties in de manier waarop die twaalf geteld worden. Levi, die geen grondgebied ontving, wordt soms niet genoemd en Jozef wordt vaak gesplitst in Efraïm en Manasse. In Openbaring 7 ontbreken Efraïm en Dan, maar worden Jozef (en Manasse) en Levi wél genoemd.
| Zoons van: | Lea                            | Bilha           | Zilpa        | Lea                  | Rachel                                |
| ---------- | ------------------------------ | --------------- | ------------ | -------------------- | ------------------------------------- |
|            | - Ruben - Simeon - Levi - Juda | - Dan - Naftali | - Gad - Aser | - Issachar - Zebulon | - Jozef - Efraïm - Manasse - Benjamin |

Na aankomst in het Beloofde Land kreeg iedere stam een eigen grondgebied. Levi kreeg geen land, maar in plaats daarvan werden de twee zoons van Jozef (Efraïm en Manasse) als stammen gerekend, waarmee het aantal twaalf bleef.

### Rechters en de eerste koningen
In de eerste eeuwen in het Beloofde Land werden de Israëlieten bestuurd door rechters - de langste periode van vrede in de geschiedenis van de Israëlieten. Nadat het volk vroeg om een koning, volgde de periode van het Verenigd Koninkrijk Israël onder de koningen Saul, David en Salomo.

### Koninkrijk Juda
Na de dood van koning Salomo werd het rijk opgedeeld. De stammen Juda, Simeon en Benjamin, samen met de Levieten die de tempeldienst verrichtten, vormden het Koninkrijk Juda, met als hoofdstad Jeruzalem. De inwoners ervan werden Judeeërs genoemd en op grond van hun afstamming van Juda werden zij later 'joden' genoemd.

### Koninkrijk Israël
De overige tien stammen vormden samen het noordelijke rijk, het koninkrijk Israël met als hoofdstad Samaria en bleven Israëlieten genoemd worden. In 722 v.Chr. werd het noordelijke rijk veroverd door de Assyriërs en de meeste inwoners werden weggevoerd naar het Assyrische rijk.

#### Waar de tien stammen zijn gebleven
Het lot van de tien stammen is een bron voor speculatie geweest. Waarschijnlijk vluchtten veel Israëlieten in 722 v.Chr. voor de Assyriërs naar Juda en assimileerden daar. Het lot van de tien stammen kan dus als volgt samengevat worden: een groot deel werd inderdaad weggevoerd en ging op in de bevolking van het Assyrische Rijk en een deel vermengde zich met de bewoners van het Koninkrijk Juda.
De geschiedschrijver Flavius Josephus schreef over de tien stammen het volgende in zijn werk Oude geschiedenis van de Joden: "... terwijl de tien stammen voorbij de Eufraat verblijven tot nu toe, en ze zijn een ontzettend grote menigte, waarvan het aantal niet geschat kan worden".

## Historiciteit
Hoewel sommige verhalen in de Hebreeuwse Bijbel mogelijk een weerklank zijn van historische gebeurtenissen, moet de geschiedenis over de Israëlieten worden gezien in het licht van de post-exilische redactie in de Priestercodex (6e / 5e eeuw v.Chr.). De verhalen zelf kunnen veel ouder zijn, maar zijn zelf vaak - al dan niet bewerkte - samenvoegingen van eerdere versies. De reconstructie hiervan heet de documentaire hypothese.

### Het ontstaan van de verhalen over de Israëlieten
Onderzoek heeft aangetoond dat de overleveringen over figuren als Abraham, Isaak, Jakob, Jozef, Mozes, Jozua, Saul, David en Salomo pas in een veel latere tijd zijn ontstaan of opgeschreven dan die ze beschrijven. Archeologische vondsten in Mari en Nuzi werpen licht op de levenswijze, ethiek, rechtsgebruiken en religieuze voorstellingen uit de tijd die de Hebreeuwse Bijbel beschrijft, maar geven geen bewijs voor een tastbaar bestaan of niet-bestaan van bijvoorbeeld Abraham. De levenswijze die de Bijbel beschrijft, komt soms overeen met de beschrijvingen buiten de Bijbel van de zogenoemde randnomaden, niet nader omschreven groepen, die op zoek naar weidegronden soms in contact kwamen met bepaalde stadsbewoners of zichzelf permanent vestigden. In zoverre geven buitenbijbelse bronnen een wereldbeeld dat zich in grote lijnen verhoudt tot het beeld dat de schrijver(s) van de vertellingen in de Hebreeuwse Bijbel voor ogen stond. Maar de weergave is op onderdelen niet correct. Als bijvoorbeeld wordt getracht de rijkdom van de aartsvaders te illustreren door het bezit van kamelen, is dit een projectie uit een latere tijd. De kameel werd namelijk pas tegen het einde van het tweede millennium v.Chr. getemd en werd in het oude Oosten pas ver na 1000 v.Chr. als lastdier in gebruik genomen.
Literair-historisch is de ontstaansgeschiedenis van de Bijbelse tekst over Abraham, Isaäk en Jakob omstreden. Definitieve uitspraken zijn daarom niet mogelijk. Ook al zijn ze niet tot in detail te reconstrueren, als er al mondelinge overleveringen over hen werden overgeleverd uit “oude” tijden, dat wil zeggen uit de tijd voor de Babylonische ballingschap (6e eeuw v.Chr.), dan zijn ze pas in de tijd van de identiteitscrisis die door deze ballingschap ontstond ontwikkeld tot een concept van Israëls afstamming van Abraham. Het gevaar van het ophouden van het voortbestaan van het eigen volk en het verlies van het eigen land, leidden tot de centrale plaats in de tekst voor beloftes over talrijke nakomelingen en de toekomstige zekerheid van een eigen land. In de tijd na de ballingschap (6e en 5e eeuw v.Chr.) staat de Joodse identiteit nog verder op de voorgrond. Deze leidde tot pogingen om de eigen genealogie zuiver te houden door het verbieden van huwelijken met buitenlanders — een thema dat in de verhalen over de aartsvaders veelvuldig wordt beklemtoond: Abrahams vrouw Sarai stamde ook van Terach af en was zijn halfzuster; Isaaks en Jakobs vrouwen waren nakomelingen van Abrahams broer Nahor. Aan de andere kant moest voor de Joodse diaspora een geloofssysteem ontwikkeld worden dat onafhankelijk was van cultische instituties als een tempel of offers. De als vreemdeling rondreizende, maar steeds door God gezegende Abraham werd het voorbeeld voor gehoorzame gelovigen: Jood zijn betekende de wil van God te doen. Genesis 22:1-19 werd de belangrijkste tekst: Abraham luisterde naar Gods Wet, nog voordat deze op de Sinaï werd onthuld en werd daarmee een voorbeeld van gehoorzaamheid aan de Thora. Het doel was niet de historische figuur Abraham tastbaar te maken, maar de rondom dit voorbeeldpersoon ontwikkelde concepten van geloof, gehoorzaamheid, belofte en hoop van generatie op generatie opnieuw te benadrukken.
De bewijzen van de verbinding van Abraham aan de andere patriarchen Isaak en Jakob buiten Genesis zijn zeker uit de periode na de Babylonische ballingschap. Daarom is het ook waarschijnlijk dat de genealogische verknoping van Abraham, Isaak en Jakob in het boek Genesis in de tijd van de literaire wording van Genesis dan wel de Pentateuch kan worden gedateerd op de Perzische periode.
Er is geen twijfel over dat de voorstelling van de uittocht uit Egypte en de redding bij de Rode Zee de ervaringen weerspiegelen die ten tijde van het op schrift stellen van deze verhalen speelden, rond de Assyrische onderdrukking in de 7e eeuw v.Chr. Als de Egyptische bronnen uit de late bronstijd en vroege ijzertijd worden vergeleken met vondsten in Palestina, wordt duidelijk dat er van een enorme uittocht en wonder bij de Rode Zee waarbij duizenden, zelfs honderdduizenden Israëlieten (zie Exodus 12:37) waren betrokken, geen sprake kan zijn. Uit geen enkele bron is een overeenkomstige dood van een farao, laat staan zijn volledige leger, gebleken. Het valt ook niet te verwachten dat er archeologische, geologische of meteorologische bewijzen gevonden zullen worden die het wonder bij de Rode Zee in enige praktische vorm onweerlegbaar als historisch zullen aantonen.
Het archeologische bewijs levert vooral aanwijzingen op dat de oorsprong van Israël in Kanaän ligt en niet in Egypte. Er zijn tot nu toe, ondanks een eeuw zoeken, geen aanwijzingen voor de Egyptische slavernij en de ontsnapping naar de woestijn. De cultuur van de eerste Israëlieten is Kanaänitisch, hun religieuze voorwerpen zijn die van de god El, het aardewerk blijft helemaal in de Kanaänitische traditie, en het Paleo-Hebreeuwse alfabet is vrijwel identiek aan het Fenicisch alfabet.

### Historische weerklank is niet uitgesloten: Mozes als voorbeeld
Toch moet beklemtoond worden dat historische weerklank niet kan worden uitgesloten en in sommige gevallen zelfs heel goed mogelijk is. Zo kan in het geval van Mozes een beperkte hoeveelheid informatie worden aangewezen die vrijwel zeker een historische grond heeft:
- Om te beginnen Mozes' Egyptische naam; dat dit later bedacht zou zijn, kan om kritische redenen worden uitgesloten: het is eenvoudig onbegrijpelijk dat de traditie de grondlegger van het ware Israël uitgerekend een Egyptische naam gaf. Bovendien duidt de schrijfwijze van de naam op een heel oude vorm, want de Hebreeuwse weergave van de Egyptische "š" als שׁ in plaats van ס ("s") weerspiegelt de fonetiek van het 2e millennium v.Chr.
- Vervolgens zijn daar zijn familiebanden met Midjan; ook zijn huwelijk met de dochter van een buitenlandse priester was in strijd met latere godsdienstige zeden. Daarnaast bevonden de zware conflicten tussen de Midjanieten en de Midden-Israëlitische stammen zich in het collectieve geheugen van Israël (Rechters 6-8). Dus moet hier vanuit kritische overwegingen rekening worden gehouden met een historische weerklank. Het verband met de Midjanieten wijst geografisch op een gebied tussen de Dode Zee en de Golf van Akaba. Een verband met gebeurtenissen inzake een vlucht uit Egypte is daardoor op zijn minst niet uitgesloten, want bij een vlucht van Egypte naar Palestina zou het vermijden van de bewaakte kustwegen automatisch leiden over het grondgebied van de Midjanieten.
- Ten slotte de relatie die werd gelegd tussen hem en de voorwerpen voor de cultus in Jeruzalem, zoals de koperen slang Nehushtan (2 Koningen 18:4; vergelijk Numeri 21:4b-9). Het lijkt erop dat in de late koningstijd in Jeruzalem een tegenbeweging was tegen deze cultus rondom een slang waarvan het ontstaan op Mozes lijkt te kunnen worden teruggevoerd. Het ontstaan en verering van de Nehushtan zijn in flagrante tegenspraak met de "mozaïsche" Thora (Exodus 20:4f). Een later ontstaan schijnt ook in dit geval uitgesloten, aangezien de Bijbelse traditie alleen vermeldt dat de vrome koning Hizkia deze (vanuit deuteronomistisch gezichtspunt) onwelvoeglijkheid tot een einde bracht.

### Het Verenigd Koninkrijk Israël
Een groot Verenigd Koninkrijk Israël onder Saul, David en Salomo heeft nooit bestaan. Er zijn vier argumenten die tegen het bestaan pleiten: ten eerste ligt de schatting van het aantal inwoners dat Israël ca. 1000 v.Chr. kende rond 55.000 voor het gezamenlijke berggebied van Samaria en Juda. Als dit aantal als basis wordt genomen om vast te stellen hoeveel soldaten voor een leger zouden kunnen worden gerekruteerd, kunnen dat er (bij een aandeel van 2,5% strijders) ongeveer 1.500 zijn geweest, waarmee het onmogelijk is een dergelijk oppervlak te veroveren en controleren. Ten tweede de grootte van de hoofdstad Jeruzalem, die rond 1000 v.Chr. een oppervlak bestreek van ongeveer 4 ha op de zuidoostheuvel (Davids stad). Dat is niet toereikend voor een administratief apparaat om een dergelijk rijk te controleren en beheersen. Ten derde is er de zogenoemde "low chronology" waarbij de urbanisatie respectievelijk ijzertijd IIA in Israël 75 tot 100 jaar later begon. Verder zijn nergens archeologische sporen gevonden uit de periode van David van zijn veroveringsoorlogen of aanwijzingen van een passende infrastructuur. Ten vierde het literaire beeld van de Bijbelse oorlogskroniek in 2 Samuel 8:2-14, die de veroveringen formuleert op de wijze van de herdenkingsinscripties van het Nieuw-Assyrische Rijk. Het beschrijft een ideologische koning en projecteert de grote uitbreiding van het rijk onder Jerobeam II in de vroege 8e eeuw v.Chr. naar de tijd van David.
Vanaf toen werd het monotheïsme gecultiveerd vanuit Jeruzalem, en kwam dit monotheïsme tot een culminatie onder koning Josia, die (vergeefs) het zwaard opnam tegen de grootmacht Egypte, toen die staat in 609 v.Chr. tegen Babylon optrok, waarna Juda in 586 v.Chr. werd ingelijfd in het Babylonische rijk.

## Afstammelingen
Behalve Joden die ervan uitgaan af te stammen van de Israëlieten, zijn er ook andere groeperingen die verkondigen, of waarvan beweerd wordt, dat zij nakomelingen van de Israëlieten zijn:
- De huidige Samaritanen, die volgens hun zeggen de laatste oorspronkelijke Israëlieten zijn.
- De Joden uit het Indiase Kuchin, die in het huidige Israël wonen, claimen afkomstig te zijn van de tien verloren stammen. Er is een museum door en over deze groep Joden in de Israëlische mosjav Nevatim.
- De joden uit Ethiopië. Zij zeggen af te stammen van de verloren stammen. Door hun buren werden ze vaak uitgemaakt voor "Falasha" (Amhaars voor indringers). De overgrote meerderheid van hen is inmiddels woonachtig in de staat Israël.
- De sekte van Ben Ammi Carter, Afrikaanse Hebreeërs, maakt de claim het originele Afrikaanse-Hebreeuwse-Israëlitische volk van Jeruzalem te zijn.
- De Brits Israël-beweging claimt dat na de wegvoering van de tien stammen van het koninkrijk Israël deze via Assyrië, Anatolië, de Kaukasus en Oekraïne ten slotte terechtkwamen in Europa en de oorsprong vormden van de Kelten en Germanen. Ook zou bij de val van Jeruzalem de laatste afstammeling van het koningshuis van David naar Ierland zijn gevlucht en het daar tot op de huidige dag hebben voortgezet onder de naam van verschillende koninklijke dynastieën van Ierland, Engeland en Schotland. Hiermee zou volgens hen de Bijbelse belofte zijn vervuld dat 'Israël (Jakob) talrijk zal worden als het zand van de zee' en 'de scepter (het koningschap) nooit zal wijken van Juda'. De beweging had haar grootste populariteit rond 1900 (ook bekende personen als koningin Victoria zouden sympathie voor deze theorie gehad hebben) maar is nog altijd actief in de Verenigde Staten en het Verenigd Koninkrijk.